# Бобинский, Василий Петрович
Васи́лий Петро́вич Боби́нский (укр. Васи́ль Петро́вич Боби́нський; 1898—1938) — украинский поэт и переводчик.

## Биография
Учился в гимназиях Львова и Вены. Участник боевых действий 1918—1920. С 1920 года в Красной Украинской Галицкой Армии. С 1923 года работал в нелегальной коммунистической прессе Западной Украины. Издавал литературный еженедельник «Свет» (1925—1927), был издателем и редактором журнала «Окна» (1927—1930). Один из организаторов группы западноукраинских пролетарских писателей «Горно», участник литературной организации «Западная Украина».
Подвергся преследованиям польской власти. В 1927 году в польской тюрьме написал поэму «Смерть Франко», которая была отмечена премией Народного комиссариата образования УССР в преддверии 10-й годовщине событий октября 1917 года.
С 1930 года жил в Советской Украине. Был членом литературной организации «Западная Украина». Арестован НКВД в 1933 году по обвинению в членстве в Украинской войсковой организации и в 1934 году приговорён к трём годам заключения. Работал на строительстве канала Волга-Москва. В 1937 году вновь арестован и 28 января 1938 года расстрелян. Реабилитирован в 1956 году.
Одним из первых среди украинских поэтов выступил в жанре эротической поэзии. Это цикл сонетов «Ночь любви» (написан в 1921—1922 и 1923 годах, издан отдельной книгой во львовском издательстве «Млечный путь»).

## Увековечение памяти
В честь Василия Бобинского в г. Червоноград названа улица и установлен бюст.

Табличка на заборе дома № 18 в Червонограде
Бюст В. Бобинского в Червонограде

11 марта 2013 года в Червонограде отметили 115 годовщину со дня рождения поэта.